# Мусситирующий делирий
Муссити́рующий дели́рий (от лат. mussitō «бормочу»), также известный как ба́ндный, «бормо́чущий», или «ти́хий» дели́рий, — форма делирия, сопровождаемая невнятным бормотанием тихим голосом и некоординированным двигательным возбуждением в пределах постели. Больные что-то с себя стряхивают, совершают хватательные движения. При мусситирующем делирии также част симптом карфологии, при котором у больного проявляются постоянные автоматические движениях рук, которыми он как бы пытается поймать летающие в воздухе мелкие предметы, или же машинально стягивает с себя или натягивает одеяло. Речевой контакт невозможен.
Продолжительность — до недели. Исчезновение расстройств обычно происходит критически, сменяясь глубоким сном. При тяжелых соматических или инфекционных заболеваниях может отражать колебания тяжести основного заболевания. При делирии в той или иной степени всегда присутствуют признаки отёка мозга (симптом Кернига, ригидность затылка, прочие неврологические симптомы). У ряда больных делирий может продолжаться около суток и ограничиваться развитием второй стадии, тогда говорят об абортивном делирии. При тяжелой длительно существующей соматической патологии делирий может растягиваться на значительное время — пролонгированный делирий. При выздоровлении наблюдается полная амнезия.
При неблагоприятном течении расстройства возможен переход в аментивное помрачение сознание и кому.

## Этиология
Мусситирующий делирий может быть вызван тяжёлыми или терминальными стадиями соматических заболеваний. Вызывается интоксикациями (алкоголизм, тетраэтилсвинцом, сульфаниламидами, атропиноподобными веществами, токсикоманиями), инфекциями, сосудистыми поражениями, черепно-мозговой травмой. Делирий — типичный экзогенно-органический тип реакции. При шизофрении мусситирующего делирия нет.